# Szigetvár
Szigetvár [ˈsiɡɛtvaːr] (deutsch Inselburg, kroatisch Siget) ist eine Kleinstadt im südungarischen Komitat Baranya mit 10.868 Einwohnern (2011).
Die gleichnamige Burg war 1566 Schauplatz der Schlacht von Szigetvár, deren Ausgang die Eroberung der Festung durch die Osmanen war und die mehr als 20.000 Kombattanten den Tod brachte. Während der Schlacht starb auch der osmanische Sultan Süleyman der Prächtige, jedoch nicht infolge der Kampfhandlungen.
1689 konnte die Stadt von den habsburgisch-österreichischen Truppen kampflos erobert werden.

## Sehenswürdigkeiten
Die Burg, deren Reste von den Osmanen geschleift worden waren, wurde nach 1960 restauriert.
Aus der osmanischen Besatzungszeit stammen die ehemalige Moschee Ali Paschas auf dem Zrinyi-Platz, ursprünglich 1569 mit zwei Minaretten errichtet, die 1788 zu einer barocken römisch-katholischen Kirche umgebaut wurde. Auf dem ehemaligen Schlachtfeld am Rande der Stadt wurde 1996 ein Park der ungarisch-türkischen Freundschaft angelegt mit einem Denkmal, das die beiden Widersacher der Schlacht von 1566 zeigt.
Quellen mit 63 Grad heißem salz- und jodhaltigem Wasser speisen ein Thermalbad, das bei rheumatische Beschwerden Linderung bringen soll.

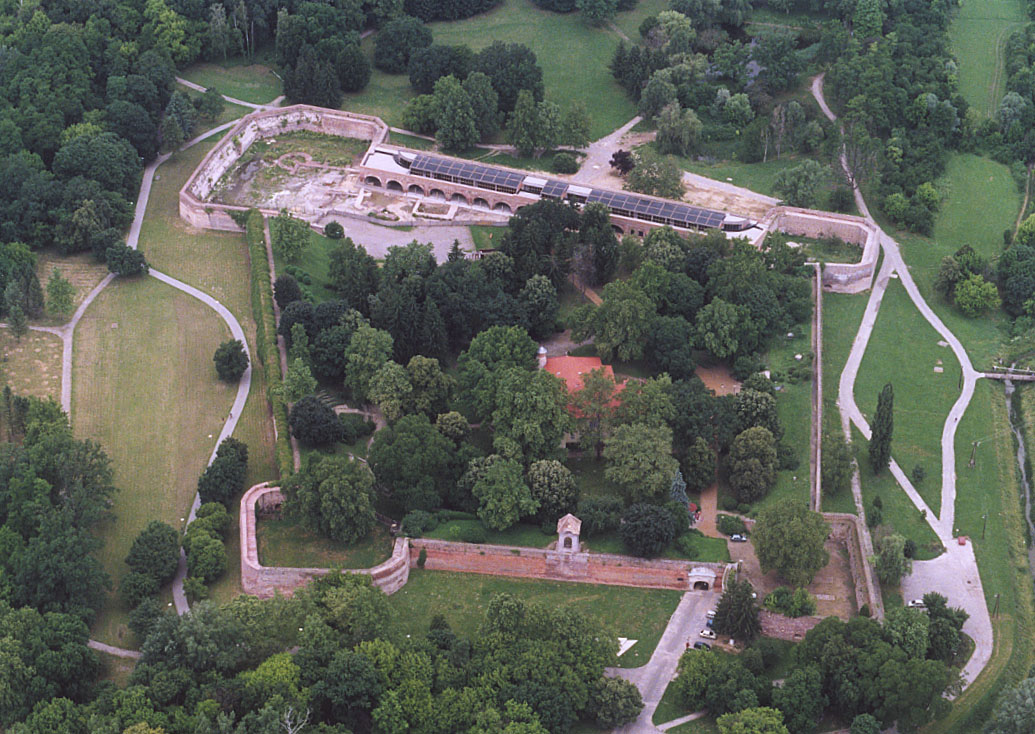
Luftbild der Festung Szigetvár

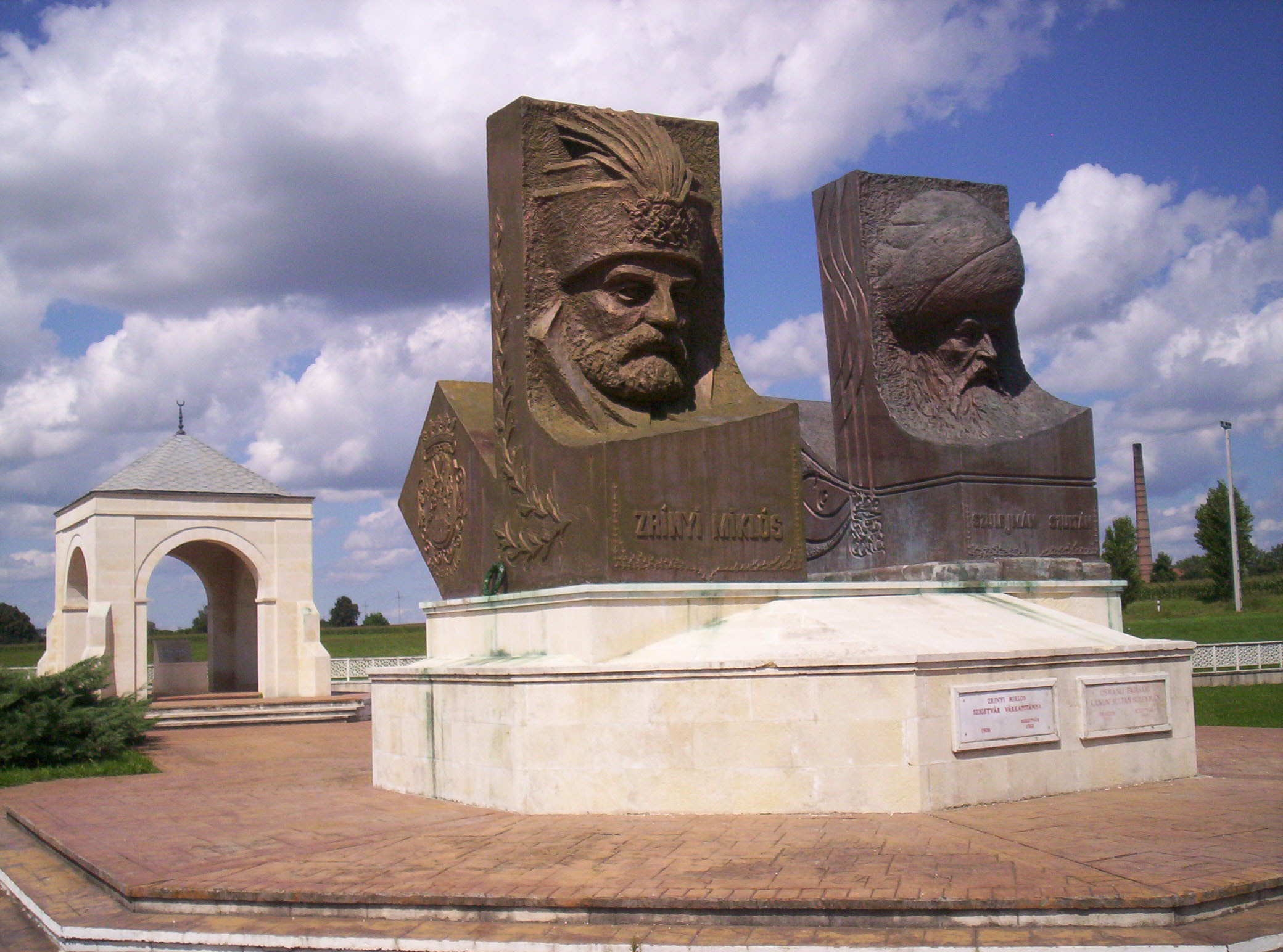
Nikola Šubić Zrinski und Süleyman der Prächtige im Park der ungarisch-türkischen Freundschaft

## Anderssprachige Ortsbezeichnungen
- türkisch Zigetvar
- kroatisch Siget
- serbisch Сигетвар Sigetvar

## Städtepartnerschaften
Szigetvár unterhält partnerschaftliche Beziehungen zu:
- Imatra, Finnland
- Eppingen, Deutschland
- Slatina, Kroatien
- Trabzon, Türkei
- Deva, Rumänien

## Persönlichkeiten
- Olga Máté (1878–1961), Fotografin
- Gyula Alvics (* 1960), Boxer und Boxtrainer